# National Book Award
National Book Award (Narodowa Nagroda Książkowa) – jedna z najbardziej prestiżowych nagród literackich w Stanach Zjednoczonych, ustanowiona w 1936 przez Amerykańskie Stowarzyszenie Księgarzy (American Booksellers Association). Od 1950 otrzymują je autorzy amerykańscy za wydaną w danym roku publikację. Od 1988 nagrodami zajmuje się National Book Foundation.
Nagrody są przyznawane obecnie w 4 kategoriach: literatura piękna, literatura faktu, poezja i literatura młodzieżowa.
Laureaci są wybierani w każdej kategorii przez 5 osobowe, niezależne, eksperckie jury. Zwycięzcy i zdobywcy drugiego miejsca są ogłaszani w listopadzie na specjalnych The National Book Awards Ceremony and Dinner (ceremonia i obiad). Zwycięzca otrzymuje 10 tys. dolarów, następny nagrodzony (runner-up) 1 tys.

## Zwycięzcy National Book Awards

### Bieżące kategorie

#### Literatura piękna
| 1950           | Nelson Algren         | The Man with the Golden Arm                                     |
| 1951           | William Faulkner      | The Collected Stories of William Faulkner                       |
| 1952           | James Jones           | Stąd do wieczności (From Here to Eternity)                      |
| 1953           | Ralph Ellison         | Niewidzialny człowiek (Invisible Man)                           |
| 1954           | Saul Bellow           | Przypadki Augiego Marcha (The Adventures of Augie March)        |
| 1955           | William Faulkner      | Przypowieść (A Fable)                                           |
| 1956           | John O’Hara           | Ten North Frederick                                             |
| 1957           | Wright Morris         | The Field of Vision                                             |
| 1958           | John Cheever          | Kronika Wapshotów (The Wapshot Chronicle)                       |
| 1959           | Bernard Malamud       | Żydoptak (The Magic Barrel)                                     |
| 1960           | Philip Roth           | Goodbye, Columbus                                               |
| 1961           | Conrad Richter        | The Waters of Kronos                                            |
| 1962           | Walker Percy          | Kinoman (The Moviegoer)                                         |
| 1963           | J.F. Powers           | Morte D'Urban                                                   |
| 1964           | John Updike           | Centaur (The Centaur)                                           |
| 1965           | Saul Bellow           | Herzog (Herzog)                                                 |
| 1966           | Katherine Anne Porter | The Collected Stories of Katherine Anne Porter                  |
| 1967           | Bernard Malamud       | Fachman (The Fixer)                                             |
| 1968           | Thornton Wilder       | The Eighth Day                                                  |
| 1969           | Jerzy Kosiński        | Kroki (Steps)                                                   |
| 1970           | Joyce Carol Oates     | Oni (Them)                                                      |
| 1971           | Saul Bellow           | Planeta pana Sammlera (Mr. Sammler’s Planet)                    |
| 1972           | Flannery O’Connor     | The Complete Stories of Flannery O’Connor                       |
| 1973           | John Barth            | Chimera                                                         |
| 1973           | John Edward Williams  | Augustus                                                        |
| 1974           | Thomas Pynchon        | Tęcza grawitacji (Gravity’s Rainbow)                            |
| 1974           | Isaac Bashevis Singer | Korona z piór (A Crown of Feathers and Other Stories)           |
| 1975           | Robert Stone          | Dog Soldiers                                                    |
| 1975           | Thomas Williams       | The Hair of Harold Roux                                         |
| 1976           | William Gaddis        | J R                                                             |
| 1977           | Wallace Stegner       | The Spectator Bird                                              |
| 1978           | Mary Lee Settle       | Blood Ties                                                      |
| 1979           | Tim O’Brien           | W pogoni za Cacciatem (Going After Cacciato)                    |
| 1980 Hardcover | William Styron        | Wybór Zofii (Spohie’s Choice)                                   |
| 1980 Paperback | John Irving           | Świat według Garpa (The World According to Garp)                |
| 1981 Hardcover | Wright Morris         | Plains Song                                                     |
| 1981 Paperback | John Cheever          | The Stories of John Cheever                                     |
| 1982 Hardcover | John Updike           | Jesteś bogaty, Króliku (Rabbit is Rich)                         |
| 1982 Paperback | William Maxwell       | So Long, See You Tomorrow                                       |
| 1983 Hardcover | Alice Walker          | Kolor purpury (The Color Purple)                                |
| 1983 Paperback | Eudora Welty          | Collected Stories of Eudora Welty                               |
| 1984           | Ellen Gilchrist       | Victory Over Japan: A Book of Stories                           |
| 1985           | Don DeLillo           | Biały szum (White Noise)                                        |
| 1986           | E.L. Doctorow         | Wystawa światowa (World’s Fair)                                 |
| 1987           | Larry Heinemann       | Paco's Story                                                    |
| 1988           | Pete Dexter           | Paris Trout                                                     |
| 1989           | John Casey            | Spartina                                                        |
| 1990           | Charles Johnson       | Middle Passage                                                  |
| 1991           | Norman Rush           | Mating                                                          |
| 1992           | Cormac McCarthy       | Rącze konie (All the Pretty Horses)                             |
| 1993           | Annie Proulx          | Kroniki portowe (The Shipping News)                             |
| 1994           | William Gaddis        | A Frolic of His Own                                             |
| 1995           | Philip Roth           | Teatr Sabata (Sabbath’s Theater)                                |
| 1996           | Andrea Barrett        | Ship Fever and Other Stories                                    |
| 1997           | Charles Frazier       | Zimna Góra (Cold Mountain)                                      |
| 1998           | Alice McDermott       | Charming Billy                                                  |
| 1999           | Ha Jin                | Waiting                                                         |
| 2000           | Susan Sontag          | W Ameryce (In America)                                          |
| 2001           | Jonathan Franzen      | Korekty (The Corrections)                                       |
| 2002           | Julia Glass           | Three Junes                                                     |
| 2003           | Shirley Hazzard       | The Great Fire                                                  |
| 2004           | Lily Tuck             | The News from Paraguay                                          |
| 2005           | William Vollmann      | Europe Central                                                  |
| 2006           | Richard Powers        | The Echo Maker                                                  |
| 2007           | Denis Johnson         | Drzewo dymu (Tree of Smoke)                                     |
| 2008           | Peter Matthiessen     | Shadow Country                                                  |
| 2009           | Collum McCann         | Niech zawiruje świat (Let the Great World Spin)                 |
| 2010           | Jaimy Gordon          | Lord of Misrule                                                 |
| 2011           | Jesmyn Ward           | Zbieranie kości (Salvage the Bones)                             |
| 2012           | Louise Erdrich        | The Round House                                                 |
| 2013           | James McBride         | The Good Lord Bird                                              |
| 2014           | Phil Klay             | Redeployment                                                    |
| 2015           | Adam Johnson          | Fortune Smiles: Stories                                         |
| 2016           | Colson Whitehead      | Kolej podziemna. Czarna krew Ameryki (The Underground Railroad) |
| 2017           | Jesmyn Ward           | Śpiewajcie, z prochów, śpiewajcie (Sing, Unburied, Sing)        |
| 2018           | Sigrid Nunez          | Przyjaciel (Friend)                                             |
| 2019           | Susan Choi            | Trust Exercise                                                  |
| 2020           | Charles Yu            | Ucieczka z Chinatown (Interior Chinatown)                       |
| 2021           | Jason Mott            | Hell of a Book                                                  |
| 2022           | Tess Gunty            | The Rabbit Hutch                                                |
| 2023           | Justin Torres         | Blackouts                                                       |

#### Literatura faktu
| 1950 | Ralph L. Rusk           | Ralph Waldo Emerson (artykuł o R.W. Emersonie)                                                                                          |
| 1951 | Newton Arvin            | Herman Melville (artykuł o Hermanie Melville’u)                                                                                         |
| 1952 | Rachel Carson           | The Sea Around Us |
| 1953 | Bernard A. De Voto      | The Course of Empire |
| 1954 | Bruce Catton            | A Stillness at Appomattox |
| 1955 | Joseph Wood Krutch      | The Measure of Man |
| 1956 | Herbert Kubly           | An American in Italy |
| 1957 | George F. Kennan        | Russia Leaves the War |
| 1958 | Catherine Drinker Bowen | The Lion and the Throne (artykuł o Edwardzie Coke’u)                                                                                    |
| 1959 | J. Christopher Herold   | Mistress to an Age: A Life of Madame De Staël (biografia Madame de Staël)                                                               |
| 1960 | Richard Ellmann         | James Joyce (artykuł o Jamesie Joyce)                                                                                                   |
| 1961 | William L. Shirer       | The Rise and Fall of the Third Reich |
| 1962 | Lewis Mumford           | The City in History: Its Origins, its Transformations and its Prospects                                                                 |
| 1963 | Leon Edel               | Henry James, Vol. II: The Conquest of London, Henry James, Vol. III: The Middle Years                                                   |
| 1984 | Robert V. Remini        | Andrew Jackson & the Course of American Democracy, 1833–1845 (artykuł o Andrew Jacksonie)                                               |
| 1985 | J. Anthony Lukas        | Common Ground: A Turbulent Decade in the Lives of Three American Families                                                               |
| 1986 | Barry Lopez             | Arctic Dreams |
| 1987 | Richard Rhodes          | The Making of the Atom Bomb |
| 1988 | Neil Sheehan            | A Bright Shining Lie: John Paul Vann and America in Vietnam (artykuł o J.P. Vannie)                                                     |
| 1989 | Thomas L. Friedman      | From Beirut to Jerusalem |
| 1990 | Ron Chernow             | The House of Morgan: An American Banking Dynasty and the Rise of Modern Finance                                                         |
| 1991 | Orlando Patterson       | Freedom |
| 1992 | Paul Monette            | Becoming a Man: Half a Life Story |
| 1993 | Gore Vidal              | United States: Essays 1952–1992 |
| 1994 | Sherwin B. Nuland       | How We Die: Reflections on Life’s Final Chapter                                                                                         |
| 1995 | Tina Rosenberg          | The Haunted Land: Facing Europe's Ghosts After Communism                                                                                |
| 1996 | James P. Carroll        | An American Requiem: God, My Father, and the War that Came Between Us                                                                   |
| 1997 | Joseph J. Ellis         | American Sphinx: The Character of Thomas Jefferson                                                                                      |
| 1998 | Edward Ball             | Slaves in the Family |
| 1999 | John W. Dower           | Embracing Defeat: Japan in the Wake of World War II                                                                                     |
| 2000 | Nathaniel Philbrick     | In the Heart of the Sea: The Tragedy of the Whaleship Essex                                                                             |
| 2001 | Andrew Solomon          | The Noonday Demon: An Atlas of Depression                                                                                               |
| 2002 | Robert A. Caro          | Master of the Senate: The Years of Lyndon Johnson                                                                                       |
| 2003 | Carlos Eire             | Waiting for Snow in Havana: Confessions of a Cuban Boy                                                                                  |
| 2004 | Kevin Boyle             | Arc of Justice: A Saga of Race, Civil Rights, and Murder in the Jazz Age                                                                |
| 2005 | Joan Didion             | The Year of Magical Thinking |
| 2006 | Timothy Egan            | The Worst Hard Time: The Untold Story of Those Who Survived the Great American Dust Bowl                                                |
| 2007 | Tim Weiner              | Legacy of Ashes: The History of the CIA                                                                                                 |
| 2008 | Annette Gordon-Reed     | The Hemingses of Monticello: An American Family                                                                                         |
| 2009 | T.J. Stiles             | The First Tycoon: The Epic Life of Cornelius Vanderbilt                                                                                 |
| 2010 | Patti Smith             | Just Kids |
| 2011 | Stephen Greenblatt      | The Swerve: How the World Became Modern                                                                                                 |
| 2012 | Katherine Boo           | Zawsze piękne. Życie, śmierć i nadzieja w slumsach Bombaju (Behind the Beautiful Forevers: Life, Death, and Hope in a Mumbai Undercity) |
| 2013 | George Packer           | The Unwinding: An Inner History of the New America                                                                                      |
| 2014 | Evan Osnos              | Age of Ambition: Chasing Fortune, Truth, and Faith in the New China                                                                     |
| 2015 | Ta-Nehisi Coates        | Between the World and Me |
| 2016 | Ibram X. Kendi          | Stamped from the Beginning: The Definitive History of Racist Ideas in America                                                           |
| 2017 | Masha Gessen            | The Future Is History: How Totalitarianism Reclaimed Russia                                                                             |
| 2018 | Jeffrey C. Stewart      | The New Negro: The Life of Alain Locke                                                                                                  |
| 2019 | Sarah M. Broom          | Żółty dom. Wspomnienia (The Yellow House)                                                                                               |
| 2020 | Tamara Payne, Les Payne | The Dead Are Arising: The Life of Malcolm X                                                                                             |
| 2021 | Tiya Miles              | All That She Carried: The Journey of Ashley’s Sack, a Black Family Keepsake                                                             |
| 2022 | Imani Perry             | South to America: A Journey Below the Mason-Dixon to Understand the Soul of a Nation                                                    |
| 2023 | Ned Blackhawk           | The Rediscovery of America: Native Peoples and the Unmaking of U.S. History                                                             |

#### Poezja
| 1950 |  | William Carlos Williams | Paterson: Book III and Selected Poems                    |
| 1951 |  | Wallace Stevens         | The Auroras of Autumn                                    |
| 1952 |  | Marianne Moore          | Collected Poems                                          |
| 1953 |  | Archibald MacLeish      | Collected Poems, 1917–1952                               |
| 1954 |  | Conrad Aiken            | Collected Poems                                          |
| 1955 |  | Wallace Stevens         | The Collected Poems of Wallace Stevens                   |
| 1956 |  | W.H. Auden              | The Shield of Achilles                                   |
| 1957 |  | Richard Wilbur          | Things of This World                                     |
| 1958 |  | Robert Penn Warren      | Promises: Poems, 1954–1956                               |
| 1959 |  | Theodore Roethke        | Words for the Wind                                       |
| 1960 |  | Robert Lowell           | Life Studies                                             |
| 1961 |  | Randall Jarrell         | The Woman at the Washington Zoo                          |
| 1962 |  | Alan Dugan              | Poems                                                    |
| 1963 |  | William Stafford        | Traveling Through the Dark                               |
| 1964 |  | John Crowe Ransom       | Selected Poems                                           |
| 1965 |  | Theodore Roethke        | The Far Field                                            |
| 1966 |  | James Dickey            | Buckdancer's Choice: Poems                               |
| 1967 |  | James Merrill           | Nights and Days                                          |
| 1968 |  | Robert Bly              | The Light Around the Body                                |
| 1969 |  | John Berryman           | His Toy, His Dream, His Rest                             |
| 1970 |  | Elizabeth Bishop        | The Complete Poems                                       |
| 1971 |  | Mona Van Duyn           | To See, To Take                                          |
| 1972 |  | Frank O’Hara            | The Collected Works of Frank O’Hara                      |
| 1972 |  | Howard Moss             | Selected Poems                                           |
| 1973 |  | A.R. Ammons             | Collected Poems, 1951–1971                               |
| 1974 |  | Adrienne Rich           | Diving into the Wreck: Poems 1971–1972                   |
| 1974 |  | Allen Ginsberg          | The Fall of America: Poems of these States, 1965–1971    |
| 1975 |  | Marilyn Hacker          | Presentation Piece                                       |
| 1976 |  | John Ashbery            | Self-Portrait in a Convex Mirror                         |
| 1977 |  | Richard Eberhart        | Collected Poems, 1930–1976                               |
| 1978 |  | Howard Nemerov          | The Collected Poems of Howard Nemerov                    |
| 1979 |  | James Merrill           | Mirabell: Book of Numbers                                |
| 1980 |  | Philip Levine           | Ashes                                                    |
| 1981 |  | Lisel Mueller           | The Need to Hold Still                                   |
| 1982 |  | William Bronk           | Life Supports: New and Collected Poems                   |
| 1983 |  | Charles Wright          | Country Music: Selected Early Poems                      |
| 1984 |  | Galway Kinnell          | Selected Poems                                           |
| 1985 |  | Nagrody nie przyznano   |                                                          |
| 1986 |  | Nagrody nie przyznano   |                                                          |
| 1987 |  | Nagrody nie przyznano   |                                                          |
| 1988 |  | Nagrody nie przyznano   |                                                          |
| 1989 |  | Nagrody nie przyznano   |                                                          |
| 1990 |  | Nagrody nie przyznano   |                                                          |
| 1991 |  | Philip Levine           | What Work Is                                             |
| 1992 |  | Mary Oliver             | New & Selected Poems                                     |
| 1993 |  | A.R. Ammons             | Garbage                                                  |
| 1994 |  | James Tate              | A Worshipful Company of Fletchers                        |
| 1995 |  | Stanley Kunitz          | Passing Through: The Later Poems                         |
| 1996 |  | Hayden Carruth          | Scrambled Eggs & Whiskey                                 |
| 1997 |  | William Meredith        | Effort at Speech: New & Selected Poems                   |
| 1998 |  | Gerald Stern            | This Time: New and Selected Poems                        |
| 1999 |  | Ai                      | Vice: New & Selected Poems                               |
| 2000 |  | Lucille Clifton         | Blessing the Boats: New and Selected Poems 1988–2000     |
| 2001 |  | Alan Dugan              | Poems Seven: New and Complete Poetry                     |
| 2002 |  | Ruth Stone              | In the Next Galaxy                                       |
| 2003 |  | C.K. Williams           | The Singing                                              |
| 2004 |  | Jean Valentine          | Door in the Mountain: New and Collected Poems, 1965–2003 |
| 2005 |  | W.S. Merwin             | Migration: New & Selected Poems                          |
| 2006 |  | Nathaniel Mackey        | Splay Anthem                                             |
| 2007 |  | Robert Hass             | Time and Materials: Poems, 1997–2005                     |
| 2008 |  | Mark Doty               | Fire to Fire: New and Collected Poems                    |
| 2009 |  | Keith Waldrop           | Transcendental Studies: A Trilogy                        |
| 2010 |  | Terrance Hayes          | Lighthead                                                |
| 2011 |  | Nikky Finney            | Head Off & Split                                         |
| 2012 |  | David Ferry             | Bewilderment: New Poems and Translations                 |
| 2013 |  | Mary Szybist            | Incarnadine                                              |
| 2014 |  | Louise Glück            | Faithful and Virtuous Night                              |
| 2015 |  | Robin Coste Lewis       | Voyage of the Sable Venus                                |
| 2016 |  | Daniel Borzutzky        | The Performance of Becoming Human                        |
| 2017 |  | Frank Bidart            | Half-light: Collected Poems 1965–2016                    |
| 2018 |  | Justin Phillip Reed     | Indecency                                                |
| 2019 |  | Arthur Sze              | Sight Lines                                              |
| 2020 |  | Don Mee Choi            | DMZ Colony                                               |
| 2021 |  | Martín Espada           | Floaters                                                 |
| 2022 |  | John Keene              | Punks: New and Selected Poems                            |
| 2023 |  | Craig Santos Perez      | from incorporated territory (åmot)                       |

#### Literatura młodzieżowa
| 1996 | Victor Martinez                       | Parrott In the Oven: MiVida                                                             |
| 1997 | Han Nolan                             | Dancing on the Edge                                                                     |
| 1998 | Louis Sachar                          | Holes                                                                                   |
| 1999 | Kimberly Willis Holt                  | When Zachary Beaver Came to Town                                                        |
| 2000 | Gloria Whelan                         | Homeless Bird                                                                           |
| 2001 | Virginia Euwer Wolff                  | True Believer                                                                           |
| 2002 | Nancy Farmer                          | Dom Skorpiona (The House of the Scorpion)                                               |
| 2003 | Polly Horvath                         | The Canning Season                                                                      |
| 2004 | Pete Hautman                          | Godless                                                                                 |
| 2005 | Jeanne Birdsall                       | The Penderwicks: A Summer Tale of Four Sisters, Two Rabbits, and a Very Interesting Boy |
| 2006 | M.T. Anderson                         | The Astonishing Life of Octavian Nothing, Traitor to the Nation, Vol. I                 |
| 2007 | Sherman Alexie                        | The Absolutely True Diary of a Part-Time Indian                                         |
| 2008 | Judy Blundell                         | What I Saw and How I Lied                                                               |
| 2009 | Phillip Hoose                         | Claudette Colvin: Twice Toward Justice                                                  |
| 2010 | Kathryn Erskine                       | Mockingbird                                                                             |
| 2011 | Thanhha Lai                           | Inside Out and Back Again                                                               |
| 2012 | William Alexander                     | Goblin Secrets                                                                          |
| 2013 | Cynthia Kadohata                      | The Thing About Luck                                                                    |
| 2014 | Jacqueline Woodson                    | Brown Girl Dreaming                                                                     |
| 2015 | Neal Shusterman                       | Challenger Deep                                                                         |
| 2016 | John Lewis, Nate Powell, Andrew Aydin | March: Book Three                                                                       |
| 2017 | Robin Benway                          | Far from the Tree                                                                       |
| 2018 | Elizabeth Acevedo                     | The Poet X                                                                              |
| 2019 | Martin W. Sandler                     | 1919 The Year that Changed America                                                      |
| 2020 | Kacen Callender                       | King and the Dragonflies                                                                |
| 2021 | Malinda Lo                            | Last Night at the Telegraph Club                                                        |
| 2022 | Sabaa Tahir                           | All My Rage                                                                             |
| 2023 | Dan Santat                            | A First Time for Everything                                                             |

#### Przekład
| 1967      | Gregory Rabassa                      | Gra w klasy (Hopscotch) Julia Cortázara                                                                |
| 1967      | Willard Trask                        | Historia mojego życia (History of My Life) Casanovy                                                    |
| 1968      | Howard & Edna Hong                   | Journals and Papers Sørena Kierkegaarda                                                                |
| 1969      | William Weaver                       | Opowieści kosmikomiczne (Cosmicomics) Italo Calvino                                                    |
| 1970      | Ralph Manheim                        | Z zamku do zamku (Castle to Castle) Celine’a                                                           |
| 1971      | Frank Jones                          | Saint Joan of the Stockyards Bertolta Brechta                                                          |
| 1971      | Edward G. Seidensticker              | Głos góry (The Sound of The Mountain) Yasunari Kawabaty                                                |
| 1972      | Austryn Wainhouse                    | Przypadek i konieczność (Chance and Necessity) Jacques’a Monod                                         |
| 1973      | Allen Mandelbaum                     | Eneida (The Aeneid) Wirgiliusza                                                                        |
| 1974      | Karen Brazell                        | The Confessions of Lady Nijo Lady Nijo                                                                 |
| 1974      | Helen R. Lane                        | Alternating Current Octavio Paza                                                                       |
| 1974      | Jackson Matthews                     | Wieczór z panem Teste (Monsieur Teste) Paula Valéry’ego                                                |
| 1975      | Anthony Kerrigan                     | Agonia chrystianizmu (The Agony of Christianity and Essays on Faith) Miguela de Unamuno                |
| 1977      | Li-Li Ch'en                          | Master Tung's Western Chamber Romance                                                                  |
| 1978      | Howard Nemerov                       | In the Deserts of This Earth Uwe Georgea                                                               |
| 1979      | Clayton Eshleman & Jose Rubin Barcia | The Complete Posthumous Poetry Césara Vallejo                                                          |
| 1980      | William Arrowsmith                   | Praca męczy (Hard Labor) Cesare Pavese                                                                 |
| 1980      | Jane Gary Harris & Constance Link    | Complete Critical Prose and Letters Osipa Madelsztama                                                  |
| 1981      | Francis Steegmuller                  | The Letters of Gustave Flaubert Gustave Flauberta                                                      |
| 1981      | John E. Woods                        | Evening Edged in Gold Arno Schmidta                                                                    |
| 1982      | Robert Lyons Danly                   | In the Shade of Spring Leaves Higuchi Ichiyo                                                           |
| 1982      | Ian Hideo Levy                       | The Ten Thousand Leaves: A Translation of The Man'Yoshu, Japan's Premier Anthology of Classical Poetry |
| 1983      | Richard Howard                       | Kwiaty zła (Les Fleurs du mal) Charles’a Baudelaire’a                                                  |
| 1984-2017 | nie przyznano nagród                 | |
| 2018      | Margaret Mitsutani                   | The Emissary Yokō Tawady                                                                               |
| 2019      | Ottilie Mulzet                       | Baron Wenckheim’s Homecoming László Krasznahorkaia                                                     |
| 2020      | Morgan Giles                         | Stacja Tokio Ueno (Tokyo Ueno Station) Miri Yu                                                         |
| 2021      | Aneesa Abbas Higgins                 | Winter in Sokcho, Elisa Shua Dusapin                                                                   |
| 2022      | Megan McDowell                       | Seven Empty Houses, Samanta Schweblin                                                                  |
| 2023      | Bruna Dantas Lobato                  | The Words That Remain, Stênio Gardel                                                                   |

### Minione kategorie

#### Powieść debiutancka
| 1980 | William Wharton | Ptasiek (Birdy)             |
| 1981 | Ann Arensberg   | Sister Wolf                 |
| 1982 | Robb Forman Dew | Dale Loves Sophie to Death  |
| 1983 | Gloria Naylor   | The Women of Brewster Place |

#### Proza debiutancka
| 1984 | Harriet Doerr | Stones for Ibarra   |
| 1985 | Bob Shacochis | Easy in the Islands |

#### Science Fiction
| 1980 Hardcover | Frederik Pohl       | Jem                     |
| 1980 Paperback | Walter Wangerin Jr. | The Book of the Dun Cow |

#### Thriller
| 1980 Hardcover | John D. MacDonald | The Green Ripper |

#### Western
| 1980 | Louis L’Amour | Bendigo Shafter |

#### Original Paperback
| 1983 | Lisa Goldstein | The Red Magician |

#### Pozostała literatura faktu

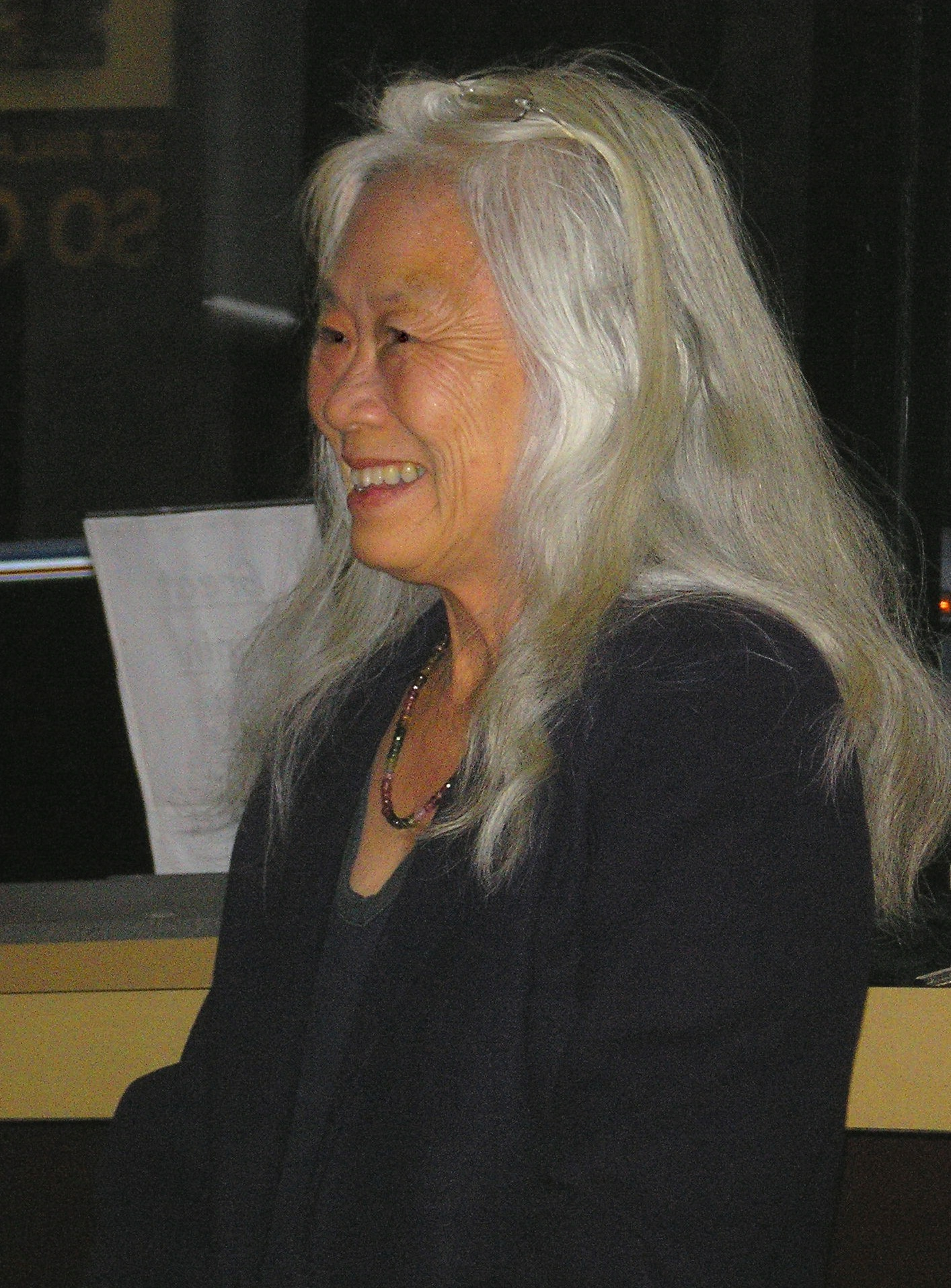
Maxine Hong Kingston

| 1980 Hardcover | Tom Wolfe            | Najlepsi. Kowboje, którzy polecieli w kosmos (The Right Stuff) |
| 1980 Paperback | Peter Matthiessen    | Śnieżna pantera (The Snow Leopard)                             |
| 1981 Hardcover | Maxine Hong Kingston | China Men                                                      |
| 1981 Paperback | Jane Kramer          | The Last Cowboy                                                |
| 1982 Hardcover | Tracy Kidder         | The Soul of a New Machine                                      |
| 1982 Paperback | Victor S. Navasky    | Naming Names                                                   |
| 1983 Hardcover | Fox Butterfield      | China: Alive in the Bitter Sea                                 |
| 1983 Paperback | James Fallows        | National Defense                                               |

#### Literatura i sztuka
| 1964 | Aileen Ward         | John Keats: The Making of a Poet                                               |
| 1965 | Eleanor Clark       | The Oysters of Locmariaquer                                                    |
| 1966 | Janet Flanner       | Paris Journal, 1944–1965                                                       |
| 1967 | Justin Kaplan       | Mr. Clemens and Mark Twain: A Biography                                        |
| 1968 | William Troy        | Selected Essays                                                                |
| 1969 | Norman Mailer       | Armie nocy (The Armies of the Night: History as a Novel, The Novel as History) |
| 1970 | Lillian Hellman     | An Unfinished Woman: A Memoir                                                  |
| 1971 | Francis Steegmuller | Cocteau: A Biography                                                           |
| 1972 | Charles Rosen       | The Classical Style: Haydn, Mozart, Beethoven                                  |
| 1973 | Arthur M. Wilson    | Diderot                                                                        |
| 1974 | Pauline Kael        | Deeper Into Movies                                                             |
| 1975 | Roger Shattuck      | Marcel Proust                                                                  |
| 1975 | Lewis Thomas        | The Lives of a Cell: Notes of a Biology Watcher                                |
| 1976 | Paul Fussell        | The Great War and Modern Memory                                                |

#### Historia i biografie
| 1964 | William H. McNeill        | The Rise of the West: A History of the Human Community                   |
| 1965 | Louis Fischer             | The Life of Lenin                                                        |
| 1966 | Arthur M. Schlesinger Jr. | A Thousand Days                                                          |
| 1967 | Peter Gay                 | The Enlightenment, Vol. I: An Interpretation the Rise of Modern Paganism |
| 1968 | George F. Kennan          | Memoirs: 1925–1950                                                       |
| 1969 | Winthrop D. Jordan        | White over Black: American Attitudes Toward the Negro, 1550–1812         |
| 1970 | T. Harry Williams         | Huey Long                                                                |
| 1971 | James MacGregor Burns     | Roosevelt: The Soldier of Freedom                                        |
| 1976 | David Brion Davis         | The Problem of Slavery in the Age of Revolution, 1770–1823               |

#### Historia
| 1972           | Allan Nevins                        | Ordeal of the Union, Vols. VII & VIII: The Organized War, 1863–1864 and The Organized War to Victory       |
| 1973           | Robert Manson Myers                 | The Children of Pride Isaiah Trunk                                                                         |
| 1973           | Isaiah Trunk                        | Judenrat                                                                                                   |
| 1974           | John Clive                          | Macaulay: The Shaping of the Historian (zwycięzca również w kategorii Biografia)                           |
| 1975           | Bernard Bailyn                      | The Ordeal of Thomas Hutchinson (artykuł Thomasie Hutchinsonie)                                            |
| 1977           | Irving Howe                         | World of Our Fathers                                                                                       |
| 1978           | David McCullough                    | The Path Between the Seas: The Creation of the Panama Canal 1870–1914                                      |
| 1979           | Richard Beale Davis                 | Intellectual Life in the Colonial South, 1585–1763                                                         |
| 1980 Hardcover | Henry Kissinger                     | The White House Years                                                                                      |
| 1980 Paperback | Barbara W. Tuchman                  | A Distant Mirror: The Calamitous 14th Century                                                              |
| 1981 Hardcover | John Boswell                        | Chrześcijaństwo, tolerancja społeczna i homoseksualność (Christianity, Social Tolerance and Homosexuality) |
| 1981 Paperback | Leon F. Litwack                     | Been in the Storm so Long: The Aftermath of Slavery                                                        |
| 1982 Hardcover | Father Peter John Powell            | People of the Sacred Mountain: A History of the Northern Cheyenne Chiefs and Warrior Societies, 1830–1879  |
| 1982 Paperback | Robert Wohl                         | The Generation of 1914                                                                                     |
| 1983 Hardcover | Alan Brinkley                       | Voices of Protest: Huey Long, Father Coughlin and the Great Depression                                     |
| 1983 Paperback | Frank E. Manuel & Fritzie P. Manuel | Utopian Thought in the Western World                                                                       |

#### Życiorys
| 1972           | Joseph P. Lash       | Eleanor and Franklin: The Story of Their Relationship, Based on Eleanor Roosevelt's Private Papers |
| 1973           | James Thomas Flexner | George Washington, Vol. IV: Anguish and Farewell, 1793–1799                                        |
| 1974           | John Clive           | Macaulay: The Shaping of the Historian (also won History award)                                    |
| 1974           | Douglas Day          | Malcolm Lowry: A Biography                                                                         |
| 1975           | Richard B. Sewall    | The Life of Emily Dickinson                                                                        |
| 1980 Hardcover | Edmund Morris        | The Rise of Theodore Roosevelt                                                                     |
| 1980 Paperback | A. Scott Berg        | Max Perkins: Editor of Genius                                                                      |

#### Biografia i autobiografia
| 1977 | W.A. Swanberg             | Norman Thomas: The Last Idealist |
| 1978 | W. Jackson Bate           | Samuel Johnson                   |
| 1979 | Arthur M. Schlesinger Jr. | Robert Kennedy and His Times     |

#### Autobiografia
| 1980 Hardcover | Lauren Bacall  | Lauren Bacall by Myself                                                    |
| 1980 Paperback | Malcolm Cowley | And I Worked at the Writer’s Trade: Chapters of Literary History 1918–1978 |

#### Autobiografia/Biografia
| 1981 Hardcover | Justin Kaplan    | Walt Whitman                             |
| 1981 Paperback | Deirdre Bair     | Samuel Beckett                           |
| 1982 Hardcover | David McCullough | Mornings on Horseback                    |
| 1982 Paperback | Ronald Steel     | Walter Lippmann and the American Century |
| 1983 Hardcover | Judith Thurman   | Isak Dinesen: The Life of a Storyteller  |
| 1983 Paperback | James R. Mellow  | Nathaniel Hawthorne in His Time          |

#### Nauka, filozofia i religia
| 1964 | Christopher Tunnard & Boris Pushkarev | Man-made America                                                                       |
| 1965 | Norbert Wiener                        | God and Golem, Inc: A Comment on Certain Points where Cybernetics Impinges on Religion |
| 1967 | Oscar Lewis                           | Nagie życie (La Vida)                                                                  |
| 1968 | Jonathan Kozol                        | Death at an Early Age                                                                  |

#### Nauki
| 1969 | Robert J. Lifton       | Death in Life: Survivors of Hiroshima                                             |
| 1971 | Raymond Phineas Sterns | Science in the British Colonies of America                                        |
| 1972 | George L. Small        | The Blue Whale                                                                    |
| 1973 | George B. Schaller     | The Serengeti Lion: A Study of Predator-Prey Relations                            |
| 1974 | S.E. Luria             | Life: The Unfinished Experiment                                                   |
| 1975 | Silvano Arieti         | Interpretation of Schizophrenia                                                   |
| 1975 | Lewis Thomas           | The Lives of a Cell: Notes of a Biology Watcher (also won Arts and Letters award) |

#### Nauka
| 1980 Hardcover | Douglas Hofstadter                    | Godel, Escher, Bach: An Eternal Golden Braid                     |
| 1980 Paperback | Gary Zukav                            | The Dancing Wu Li Masters: An Overview of the New Physics        |
| 1981 Hardcover | Stephen Jay Gould                     | The Panda's Thumb: More Reflections on Natural History           |
| 1981 Paperback | Lewis Thomas                          | The Medusa and the Snail                                         |
| 1982 Hardcover | Donald C. Johanson & Maitland A. Edey | Lucy: The Beginnings of Humankind                                |
| 1982 Paperback | Fred Alan Wolf                        | Taking the Quantum Leap: The New Physics for Nonscientists       |
| 1983 Hardcover | Abraham Pais                          | „Subtle is the Lord...”: The Science and Life of Albert Einstein |
| 1983 Paperback | Philip J. Davis & Reuben Hersh        | The Mathematical Experience                                      |
| 1983 Paperback | Joyce Carol Thomas                    | Marked by Fire                                                   |

#### Filozofia i religia
| 1970 | Erik H. Erikson  | Gandhi's Truth: On the Origins of Militant Nonviolence |
| 1972 | Martin E. Marty  | Righteous Empire: The Protestant Experience in America |
| 1973 | S.E. Ahlstrom    | A Religious History of the American People             |
| 1974 | Maurice Natanson | Edmund Husserl: Philosopher of Infinite Tasks          |
| 1975 | Robert Nozick    | Anarchia, państwo, utopia (Anarchy, State, and Utopia) |

#### Religia/Duchowość
| 1980 Hardcover | Elaine Pagels    | Ewangelie gnostyckie (The Gnostic Gospels) |
| 1980 Paperback | Sheldon Vanauken | A Severe Mercy                             |

#### Sprawy bieżące
| 1972 | Stewart Brand (ed.)  | The Last Whole Earth Catalogue                                |
| 1973 | Frances FitzGerald   | Fire in the Lake: The Vietnamese and the Americans in Vietnam |
| 1974 | Murray Kempton       | The Briar Patch                                               |
| 1975 | Theodore Rosengarten | All God’s Dangers: The Life of Nate Shaw                      |
| 1976 | Michael J. Arlen     | Passage to Ararat                                             |

#### Myśl współczesna
| 1977 | Bruno Bettelheim  | Cudowne i pożyteczne. O znaczeniach i wartościach baśni (The Uses of Enchantment: The Meaning and Importance of Fairy Tales) |
| 1978 | Gloria Emerson    | Winners & Losers |
| 1979 | Peter Matthiessen | Śnieżna pantera (The Snow Leopard)                                                                                           |

#### Kwestie bieżące
| 1980 Hardcover | Julia Child       | Julia Child and More Company |
| 1980 Paperback | Christopher Lasch | The Culture of Narcissism    |

#### Książki służące jako źródła
| 1980 Hardcover | Elder Witt (ed.)         | The Complete Directory                                              |
| 1980 Paperback | Tim Brooks & Earle Marsh | The Complete Directory of Prime Time Network TV Shows: 1946-Present |

#### Literatura dla dzieci
| 1969 | Meindert DeJong       | Journey from Peppermint Street            |
| 1976 | Walter D. Edmonds     | Bert Breen's Barn                         |
| 1977 | Katherine Paterson    | The Master Puppeteer                      |
| 1978 | Judith & Herbert Kohl | The View From the Oak                     |
| 1979 | Katherine Paterson    | Wspaniała Gilly (The Great Gilly Hopkins) |

#### Książki dla dzieci
| 1970           | Isaac Bashevis Singer | A Day of Pleasure: Stories of a Boy Growing up in Warsaw             |
| 1971           | Lloyd Alexander       | The Marvelous Misadventures of Sebastian                             |
| 1972           | Donald Barthelme      | The Slightly Irregular Fire Engine or The Hithering Thithering Djinn |
| 1973           | Ursula K. Le Guin     | Najdalszy brzeg (The Farthest Shore)                                 |
| 1974           | Eleanor Cameron       | The Court of the Stone Children                                      |
| 1975           | Virginia Hamilton     | M.C. Higgins the Great                                               |
| 1980 Hardcover | Joan Blos             | A Gathering of Days: A New England Girl’s Journal                    |
| 1980 Paperback | Madeleine L’Engle     | A Swiftly Tilting Planet                                             |

#### Książki dla dzieci, literatura piękna
| 1981 Hardcover | Betsy Byars        | The Night Swimmers     |
| 1981 Paperback | Beverly Cleary     | Ramona and Her Mother  |
| 1982 Hardcover | Lloyd Alexander    | Westmark               |
| 1982 Paperback | Ouida Sebestyen    | Words by Heart         |
| 1983 Hardcover | Jean Fritz         | Homesick: My Own Story |
| 1983 Paperback | Paula Fox          | A Place Apart          |
| 1983 Paperback | Joyce Carol Thomas | Marked by Fire         |

#### Książki dla dzieci, niefikcyjne
| 1981 Hardcover | Alison Cragin Herzig & Jane Lawrence | Mali -- Oh, Boy! Babies |
| 1982           | Susan Bonners                        | A Penguin Year          |
| 1983           | James Cross Giblin                   | Chimney Sweeps          |

#### Książki dla dzieci, Książki obrazkowe
| 1982 Hardcover | Maurice Sendak                         | Outside Over There        |
| 1982 Paperback | Peter Spier                            | Noah's Ark                |
| 1983 Hardcover | Barbara Cooney                         | Miss Rumphius             |
| 1983 Hardcover | William Steig                          | Doctor DeSoto             |
| 1983 Paperback | Mary Ann Hoberman i Betty Fraser (il.) | A House is a House for Me |

## Medal of Distinguished Contribution to American Letters (Medal za wybitny wkład w literaturę amerykańską)
„Medal of Distinguished Contribution to American Letters” (DCAL) jest nagroda przyznwaną za życiowe osiągnięcia. Medalowi towarzyszy nagroda w wysokości 10 tys. dolarów. Laureat/ka „wzbogacił/a dorobek literatury amerykańskiej poprzez swoje życie lub poprzez swoje dzieła”.
- 1991 – Eudora Welty
- 1992 – James Laughlin(inne języki)
- 1993 – Clifton Fadiman
- 1994 – Gwendolyn Brooks
- 1995 – David McCullough
- 1996 – Toni Morrison
- 1997 – Studs Terkel
- 1998 – John Updike
- 1999 – Oprah Winfrey
- 2000 – Ray Bradbury
- 2001 – Arthur Miller
- 2002 – Philip Roth
- 2003 – Stephen King
- 2004 – Judy Blume
- 2005 – Norman Mailer
- 2006 – Adrienne Rich
- 2007 – Joan Didion
- 2008 – Maxine Hong Kingston(inne języki)
- 2009 – Gore Vidal
- 2010 – Tom Wolfe
- 2011 – John Ashbery
- 2012 – Elmore Leonard
- 2013 – E.L. Doctorow
- 2014 – Ursula K. Le Guin
- 2015 – Don DeLillo
- 2016 – Robert Caro
- 2017 – E. Annie Proulx
- 2018 – Isabel Allende
- 2019 – Edmund White[1]
- 2020 – Walter Mosley
- 2021 – Karen Tei Yamashita(inne języki)[7]
- 2022 – Art Spiegelman[4]

## Literarian Award
„Literarian Award” jest nagrodą za dorobek całego życia. Przyznawana jest „jednostce za wybitne zasługi dla amerykańskiej społeczności literackiej, której życie i praca wyrażają cele National Book Foundation, tj. powiększanie rzesz odbiorców literatury i podnoszenie rangi literatury w Ameryce”.
- 2005 – Lawrence Ferlinghetti
- 2006 – Robert B. Silvers(inne języki) i Barbara Epstein(inne języki)
- 2007 – Terry Gross(inne języki)
- 2008 – Barney Rosset(inne języki)
- 2009 – Dave Eggers
- 2010 – Joan Ganz Cooney(inne języki)
- 2011 – Mitchell Kaplan
- 2012 – Arthur Sulzberger Jr.
- 2013 – Maya Angelou
- 2014 – Kyle Zimmer
- 2015 – James Patterson
- 2016 – Cave Canem
- 2017 – Richard Robinson
- 2018 – Doron Weber(inne języki)
- 2019 – Oren J. Teicher
- 2020 – Carolyn Reidy
- 2021 – Nancy Pearl(inne języki)[9]
- 2022 – Tracie D. Hall(inne języki)[4]